# Katja Koch (Pädagogin)
Katja Koch (* 1970 in Rudolstadt) ist eine deutsche Pädagogin. Sie lehrt an der Universität Rostock  am Lehrstuhl für Pädagogik mit dem Förderschwerpunkt geistige Entwicklung. Sie ist Leiterin des Instituts für Sonderpädagogische Entwicklungsförderung und Rehabilitation.

## Werdegang
Nach dem Abitur in Eberswalde 1989 studierte sie bis 1995 Lernbehindertenpädagogik, Körperbehindertenpädagogik und Germanistik an der Universität Rostock. Anschließend promovierte sie bis 1997. Nach dem zweijährigen Referendariat für das Lehramt Sonderpädagogik war sie von 2005 bis 2008 Juniorprofessorin. Danach wurde sie ordentliche Professorin.
Im Jahr 2018 initiierte Koch gemeinsam mit Sieglinde Jomitz von der Servicestelle "International cooperation in education" und dem Pädagogen Stephan Kehl ein Netzwerk zum Austausch über Forschungsthemen und -kooperationen des postsowjetischen Raumes. In diesem Netzwerk finden Forschende unterschiedlicher Fachbereiche auf Basis des gemeinsamen Interesses an ehemaligen Ostblock-Ländern zusammen. Ziel der Initiative ist es, die Präsenz des postsowjetischen Raumes in der deutschen Forschungslandschaft zu stärken.
Seit 2019 engagiert Koch sich im BMBF-Projekt zu "Bildungs-Mythen" der DDR-Diktatur. Im Rahmen des Projekts Bildungs-Mythen – eine Diktatur und ihr Nachleben. Bilder(-welten) über Praktiken und Wirkungen in Bildung, Erziehung und Schule der DDR erforscht sie mit dem Germanisten Tilman von Brand und in Kooperation mit der Humboldt-Universität und der Bibliothek für Bildungsgeschichtliche Forschung des Leibniz-Institut für Bildungsforschung und Bildungsinformation Mythen über das Erziehungssystem der DDR.

## Publikationen
Koch publiziert zu pädagogischen Themen und zur Bildungspolitik.

### Bücher
- mit Mathias Brodkorb: "Der Abiturbetrug. Vom Scheitern des deutschen Bildungsföderalismus", Zu Klampen Verlag, 2020, ISBN 978 3866746169
- mit Tanja Jungmann und Andrea Schulz: "Überall stecken Gefühle drin. Alltagsintegrierte Förderung emotionaler und sozialer Kompetenzen für 3- bis 6-jährige Kinder", Reinhardt Ernst Verlag, 2019, ISBN 978-3497028337
- mit Bodo Hartke und Kirsten Diehl: "Förderung in der schulischen Eingangsstufe", W. Kohlhammer GmbH, 2010, ISBN 978 3170208100
- mit Tanja Jungmann: "Professionalisierung pädagogischer Fachkräfte in Kindertageseinrichtungen: Konzept und Wirksamkeit des KOMPASS-Projektes (Psychologie in Bildung und Erziehung. Vom Wissen zum Handeln)", Springer Verlag, 2017, ISBN  978-3658102692
- mit Bernd Ahrbeck, Stephan Ellinger, Oliver Hechler und Gerhard Schad: "Evidenzbasierte Pädagogik. Sonderpädagogische Einwände", W. Kohlhammer GmbH, 2016, ISBN 978-3170307780
- mit Stephan Ellinger: "Empirische Forschungsmethoden in der Heil- und Sonderpädagogik. Eine Einführung", Hogrefe Verlag, 2015, ISBN 978-3801722432

#### Sonstiges
- Reise Know-How KulturSchock Usbekistan. Alltagskultur, Traditionen, Verhaltensregeln, Kindle Direct Publishing, 2020
- mit Aram Galstyan: Mosaiki. Bruchstücke einer Utopie: Mosaiken im postsowjetischen Raum, Lukas Verlag, 2019, ISBN 978-3-86732-300-0
- mit Anna-Sophia Unterstab: studi@mails: Wie die Katze in ein Ölfass und der Student doch noch zur Vorlesung kommt!, Gemma-Verlag, 2014, ISBN 978-3940449054